# Efecte d'arrossegament
L'efecte d'arrossegament o bandwagon és un biaix cognitiu que porta a les persones a actuar imitant els altres, afirmant el mateix que el seu grup encara que no hi hagi una evidència clara per a fer-ho. Aquest efecte porta a dur a terme una elecció segons la majoria i no segons criteris merament racionals. Funciona per la por inconscient a quedar exclòs del grup i s'aplica en política, publicitat i economia. Així, un consumidor tendirà a comprar allò que tothom ha comprat, seguint la moda o la tendència dominant, votarà el candidat que creu que guanyarà si no té una ideologia clara i tendirà a reproduir els patrons del mercat en les seves inversions. Com més persones facin una acció, més probable és que membres del seu grup la repeteixin.

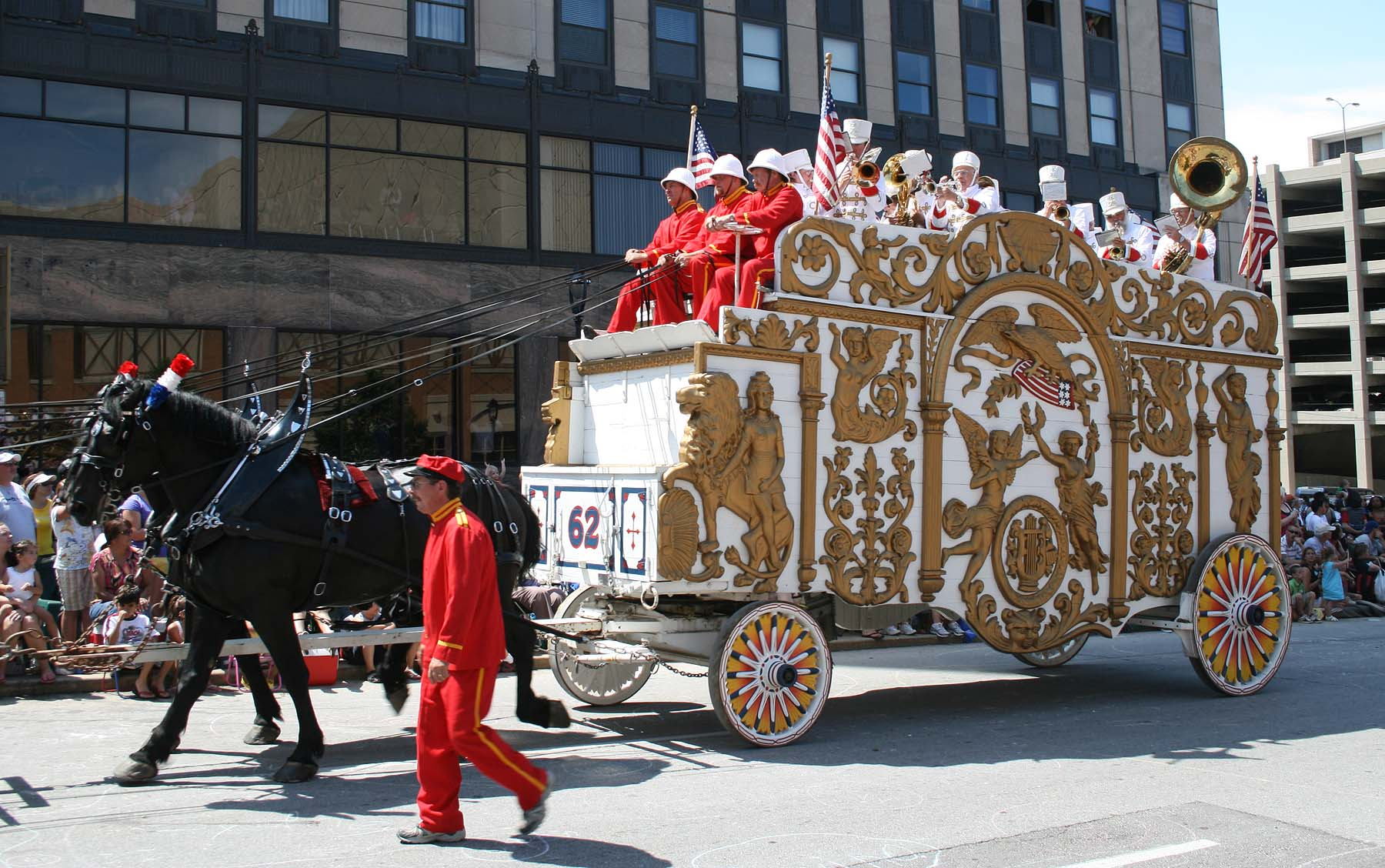
Un "bandwagon" que il·lustra l'efecte.

## Descripció
També conegut com a "efecte de la moda", de "pujar-se al carro" i relacionat molt properament a l'oportunisme, és l'observació que sovint les persones fan i creuen certes coses fundant-se en el fet que moltes altres persones fan i creuen en aquestes mateixes coses. L'efecte és pejorativament anomenat comportament gregari, particularment quan és aplicat als adolescents. Les persones tendeixen a seguir la multitud sense examinar els mèrits d'una cosa en particular. L'efecte bandwagon és la raó de l'èxit de l'Argumentum ad populum.
L'efecte bandwagon està ben documentat en psicologia conductual i té moltes aplicacions. La regla general és que les conductes o creences es propaguen entre la gent, com clarament succeeix amb les modes, amb "la probabilitat que els individus que l'adoptin, incrementi amb la proporció d'els qui ja ho han fet." Mentre més gent arribi a creure en alguna cosa, d'altres també pujaran al carro sense importar-los l'evidència subjacent.

## Origen
La frase "pujar-se al carro" va aparèixer per primera vegada en la política nord-americana el 1848 quan Dan Rice, un famós i popular pallasso de circ de l'època, va usar el seu carro i la seva música per cridar l'atenció en les seves aparicions en la campanya política. A mesura que la seva campanya es va fer més exitosa, altres polítics van buscar un seient al carro, amb l'esperança d'associar-se amb el seu èxit. Més tard, durant la campanya presidencial de William Jennings Bryan en 1900, els carros s'havien convertit en norma en campanyes, i la frase "pujar-se al carro" es va utilitzar com a terme derogatori, el que implicava que la gent s'associava amb l'èxit sense tenir en compte la simbologia del carro.
No és clar exactament quan es va produir aquesta transició del significat de la paraula, però Teddy Roosevelt en va fer una referència a Letters, 1899 (publicat més tard el 1951): "When I once became sure of one majority they tumbled over each other to get aboard the band wagon." (Quan una vegada vaig estar segur d'una mojaría, van caure els uns sobre els altres per pujar al bandwagon.)

## En política
L'efecte del carro es dona durant la votació: algunes persones voten per aquells candidats o partits que és més probable que siguin guanyadors (o que siguin proclamats com a tals pels mitjans de comunicació), esperant estar en el "costat guanyador" al final. L'efecte bandwagon ha estat aplicat a situacions que involucran l'opinió de la majoria, com és el cas dels resultats polítics, on la gent modifica les seves opinions en funció del punt de vista de la majoria (McAllister i Studlar 721). Un canvi d'opinió pot succeir a causa d'individus que tenen influència en les decisions dels altres, com en una cascada d'informació.
A causa dels fusos horaris, els resultats de les eleccions es divulguen a les regions orientals dels Estats Units mentre els comicis encara estan oberts a l'Oest. Aquesta diferència ha portat a investigar sobre com el comportament dels votants a l'oest dels Estats Units està influenciat per les notícies sobre les decisions dels votants en altres horaris. Així, el 1980, la NBC va declarar que Ronald Reagan era el guanyador de la carrera presidencial en base dels resultats obtinguts en les urnes diverses hores abans que els comicis es tanquessin a l'oest.
Diversos estudis han posat a prova aquesta teoria de l'efecte bandwagon en la presa de decisions polítiques. En l'estudi de 1994 de Robert K. Goidel i Todd G. Shields a The Journal of Politics, 180 estudiants de la Universitat de Kentucky van ser assignats a l'atzar a nou grups i els van presentar i preguntar qüestions sobre el mateix conjunt d'escenaris de selecció. Al voltant del 70% dels subjectes reben informació sobre el guanyador esperat (Goidel i Shields 807). Els independents, que van ser aquells que no van votar basats en cap respatller de cap partit i que són, en última instància, neutrals, estan influenciats fortament a favor de la persona que es preveu que guanyarà (Goidel i Shields 807-808). Les expectatives exerceixen un paper significatiu en tot l'estudi. Es va trobar que és dos vegades més probable que els independents votin pel candidat republicà quan es pretengui que guanyin els republicans. A partir dels resultats, també es va trobar que quan s'espera que guanyin els demòcrates, era més probable que els republicans independents i els republicans febles votessin pel candidat demòcrata (Goidel i Shields 808).

## En esports
Aquell qui suporti un equip d'algun esport determinat, tot i no haver mostrat cap interès en aquest equip fins que va començar a guanyar, pot considerar-se un "fanàtic del carro". Un dels exemples més recents als Estats Units és Golden State Warriors, que va guanyar protagonisme guanyant les Finals de la NBA de 2015, seguit d'un rècord 73 victòries i tan sols 9 derrotes l'any següent. L'efecte bandwagon es pot apreciar en les estadístiques de la venda de la samarreta del base de l'equip, Stephen Curry. Les vendes de mercaderies de Curry en les dues primeres setmanes de la temporada 2015-2016 van ser un 453% més grans que les primeres dues setmanes de la temporada 2014-2015, incloent un augment del 581% en les vendes de la samarreta; la seva mercaderia va ser un dels productes més venuts en 38 dels 50 estats dels Estats Units, i la mercaderia dels Warriors es va convertir en la més venuda de qualsevol equip de la NBA.

## En medicina
L'efecte bandwagon en medicina s'ha identificat com "l'aclaparadora acceptació d'idees no previstes però populars". Han conduït a teràpies inadequades per a nombrosos pacients i han impedit el desenvolupament de tractaments més adequat.
Diverses d'aquestes desventures terapeúticas van perdurar durant segles abans no fossin abandonades, substituïdes per una altra tendència o substituïdes per una alternativa científicament vàlida. L'antiga creença que les serps eren icones de curació com la serp d'Asclepi (posseïdor del do de la curació i coneixia molt bé la vegetació i sobretot les plantes medicinals) va tardar en deixar d'afectar tractaments de malalties de molts individus, és un exemple d'un moviment de recolzament basat en una forta personalitat, en aquest cas un déu romà.

## En moda i aparença
Sovint les modes i tendències influencien en la forma en que un vesteix, actua i vol mostrar-se. La influència ve determinada per col·lectius que per un són atractius, amigables, i d'actualitat. Les marques s'encarreguen d'estar al día dels personatges que avui dia es fan anomenar Influencers i que poden ajudar a atraure a un públic molt més nombrós i tenir una repercussió important en aquest, el que anomenem màrqueting amb influencers.
No obstant això, cal tenir en compte que el coneixement de les actituds quant a tendències de la majoria recollides per mecanismes com les enquestes d'opinió poden esbiaixar la llibertat individual, en causar una mena d'indefensió apresa i fer creure a l'espectador que si la seva actuació o pensament és diferent al majoritari no tindrà cap repercussió. Com a reacció a això, en alguns casos i persones pot aparèixer l'odi i desencant cap a la posició majoritària, apareixent al mateix temps una sensació de simpatia cap a la que considerem una causa perdedora.